# Трипропилиндий
Трипропилиндий — элементоорганическое вещество, алкилпроизводное индия с формулой In(C3H7)3, бесцветная жидкость.

## Получение
- Взаимодействие индия с дипропилртутью:

{\displaystyle {\mathsf {2In+3Hg(C_{3}H_{7})_{2}\ {\xrightarrow {}}\ 2In(C_{3}H_{7})_{3}+3Hg}}}

## Физические свойства
Трипропилиндий — бесцветная жидкость.

## Химические свойства
- Реагирует с водой:

{\displaystyle {\mathsf {In(C_{3}H_{7})_{3}+H_{2}O\ {\xrightarrow {}}\ In(C_{3}H_{7})_{2}OH+C_{3}H_{8}\uparrow }}}